# 335853 Valléedaoste
335853 Valléedaoste è un asteroide della fascia principale. Scoperto nel 2007, presenta un'orbita caratterizzata da un semiasse maggiore pari a 3,1477531 UA e da un'eccentricità di 0,1594262, inclinata di 4,07102° rispetto all'eclittica.
L'asteroide è dedicato alla regione italiana della Valle d'Aosta tramite il suo endonimo in francese.